# گرما و توان میکروترکیبی
گرما و توان میکروترکیبی (انگلیسی: Micro combined heat and power) در حقیقت تعمیمی از ایده تولید توأم به منازل مسکونی یا دفاتر و مجتمع‌های کوچک در محدوده ۰٫۳ تا ۵۰ کیلووات می‌باشد. هرچند تولید حرارت موضعی، بازده بیشتری نسبت به میکروترکیب دارد، اما در هنگام انتقال الکتریسیته حدود ۸تا۱۰ درصد و در هنگام انتقال گرما به دلیل تفاوت انرژی سیال گرم با محیط سرد بیرون حدود ۱۰تا ۱۵ درصد اتلاف وجود دارد. پر استفاده‌ترین سیستم‌های گرمایش، از نوعی متان به عنوان منبع گرم استفاده می‌کنند که به تولید دی اکسید کربن منجر می‌شود.

## دید کلی
سیستم‌های میکروترکیبی گرما و توان، عموماً برای تولید الکتریسیته و گرما از گاز طبیعی به عنوان سوخت استفاده می‌کنند. این سیستم‌ها معمولاً از یک سلول سوختی کوچک یا موتور حرارتی برای راه‌اندازی یک ژنراتور استفاده می‌کنند. خروجی این سیستم‌ها توان الکتریکی و حرارتی است که برای گرمایش و تهویه مطبوع یک ساختمان مورد استفاده قرار می‌گیرد. اگر در یک سیستم میکروترکیبی، تولید حرارت هدف اصلی باشد، الکتریسیته نیز به عنوان فراورده تولید خواهد شد د اگر هدف اصلی سیستم تولید الکتریسیته باشد، گرما به عنوان محصول جانبی سیستم شناخته می‌شود.
سیستم میکروترکیبی با هدف اصلی تولید حرارت، نمونه‌ای کوچک از روش‌های تولید توأم است که در نیروگاه‌های الکتریکی بزرگ مورد استفاده قرار می‌گیرد. دلیل روی آوردن به سیستم‌های میکروترکیبی این است که موتورهای حرارتی، مانند نیروگاه‌های بخار که برای تولید انرژی الکتریکی موردنیاز برای مصرف روزانه از سوزندان سوخت استفاده می‌کنند، معمولاً بازدهی بالایی ندارند. چراکه بنابه نظریه کارنو، بازده یک موتور گرمایی هرگز نمی‌تواند ۱۰۰ درصد بشود، بدین ترتیب هرگز نمی‌توان تمام انرژی حاصل از سوزاندن یک سوخت را به انرژی مفید نظیر انرژی الکتریکی تبدیل نمود. از این رو موتورهای گرمایی همواره مقداری زباله حرارتی یا گرمای ثانویه تولید می‌کنند. امروزه نیروگاه‌های مدرن بازدهی بین ۳۳ تا ۶۰ درصد دارند، بنابراین نزدیک به ۴۰ تا ۶۷ درصد از انرژی به صورت زباله‌های حرارتی تلف می‌شود. در گذشته این زباله‌های حرارتی در طبیعت تخلیه می‌شدند. اما امروزه به کمک سیستم‌های تولید توأم، که در ابتدا برای کشورهای با اقلیم سرد طراحی شده بودند، از این زباله‌های حرارتی برای لوله‌کشی آب گرم به نواحی اطراف نیروگاه‌ها استفاده می‌شود.
البته به جهت آن که انتقال گرما به وسیله لوله‌کشی در مسافت‌های طولانی به سبب اتلاف حرارتی در لوله‌ها، عملی و منطقی نیست و نیز به سبب این که انتقال الکتریسیته کاری عملی و شدنی است، بهتر آن است که جریان برق در حوالی محل تولید زباله‌های حرارتی تولید شود. به همین جهت در سیستم‌های میکروترکیبی گرما و توان، نیروگاه‌های کوچک در خود ساختمان‌ها، یعنی محل تولید زباله‌های حرارتی به کار گرفته شوند. بر اساس تعریف EC، سیستم میکروترکیبی گرما-توان، می‌بایست خروجی الکتریکی ای کمتر از ۵۰ کیلووات داشته باشد.
در برخی نیروگاه‌ها ممکن است میزان زباله‌های تولیدی بیش از نیز گرمایی منطقه باشد. در این صورت اگر نتوان میزان تولید توان خروجی نیروگاه را کاهش داد، می‌بایست گرمای مازاد در برج‌های خنک‌کننده یا سرمایش دریایی از بین برود. یکی از راه‌های جلوگیری از تولید زباله حرارتی اضافه تزریق سوخت کمتر به نیروگاه است که مسلماً علاوه بر کاهش تولید زباله حرارتی طبیعتاً کاهش توان تولیدی را نیز در پی خواهد داشت.
در نیروگاه‌های حرارتی سنتی، حدوداً ۳۰٪ از انرژی اولیه سوخت، که می‌تواند زغال سنگ، گاز طبیعی، زیست توده، نفت یا اورانیوم باشد، به انرژی مفید تبدیل می‌شود. هرچند این رقم برای نیروگاه‌های قدیمی حدود ۲۰٪ و برای نیروگاه‌های جدیدتر در حدود ۴۵ درصد می‌باشد. از سوی دیگر، یک سیستم میکروترکیبی ۱۵تا ۴۲ درصد انرژی اولیه را به الکتریسیته و بیشتر انرژی حرارتی اضافی را نیز صرف تولید آب داغ یا گرمایش فضا می‌نماید. در مجموع در شرایطی که گرمای تولیدی بیشتر از نیاز نباشد، حدود ۹۰٪ گرمای منبع انرژی حرارتی به استفاده مفید می‌رسد.
به‌طور کلی سیستم‌های میکروترکیبی امکان افزایش فرآوری منبع اصلی انرژی که می‌تواند سوخت یا انرژی خورشیدی باشد را فراهم می‌سازد. سیستم‌های میکروترکیبی در چند مدت اخیر به سبب افزایش قیمت برق و سوخت‌های فسیلی و البته نگرانی‌های ریست محیطی بسیار نظیر تغییر اقلیم در اکثریت بخش‌های اقتصادی مرتبط با انرژی با اقبال عمومی روبرو شده‌اند.
سیستم‌های ترکیبی از ابتدای انقلاب صنعتی در مرکز توجه قرار داشته‌اند. در بازه‌ای سی ساله، استفاده از سیستم‌های ترکیبی بزرگ به سبب پیش آمدن مباحث اقتصاد مقیاس توجیه اقتصادی بیشتری نسبت به سیستم‌های میکروترکیب داشت. اما بعد از سال ۲۰۰۰ به خاطر افزایش قیمت انرژی در اکثر نقاط دنیا، استفاده از سیستم‌های میکروترکیبی کاهش هزینه‌ها را در برداشت. در این میان تولید سیستم‌های میکروترکیبی نیز به کمک پیشرفت‌های تکنولوژیکی حاصل شده در ساخت موتورهای حرارتی کوچک آسان تر شد. برخی از این پیشرفت‌ها، مواردی بودند که به بهبود کارایی و کاهش هزینه تولید سلول‌های سوختی، موتورهای استرلینگ، موتورهای بخار، توربین‌های گاز، موتورهای دیزل و موتورهای اوتو کمک می‌کردند.
سیکل‌های میکروترکیبی مجهز به سلول‌های سوختی PEMFC می‌توانند در دمای پایین(۵۰ تا ۱۰۰ درجه سانتیگراد) کار کنند و به درصد خلوص بالایی از هیدروژن نیازمندند. البته این سیستم‌ها همواره در خطر آلودگی هستند و برای کار کردن در دماهای بالاتر نیازمند ایجاد برخی تغییرات می‌باشند. سیکل‌های مجهز به سلول‌های سوختی SOFC توانایی کار کردن در دماهای بالا (۵۰۰ تا ۱۰۰۰ درجه سانتیگراد) را دارند، اما برای تحمل این دما به مصالح گران‌قیمتی نیاز دارند. همچنین به سبب این دمای بالاتر، زمان شروع به کار این سیستم‌ها بالاتر بوده و حتی در شرایطی که به تولید گرما هم نیازی نیست، می‌بایست خروجی گرمای مداوم از این سیستم‌ها وجود داشته باشد.
برخی سیستم‌های ترکیبی که به چیلرهای جذبی مرتبط می‌شوند، می‌توانند از زباله‌های گرمایی برای انجام خنک‌سازی استفاده کنند.
بر اساس گزارشی که در سال ۲۰۱۳ توسط Ecuity Consulting منتشر شد، سیستم‌های میکروترکیبی، از لحاظ اقتصادی به صرفه‌ترین روش تبدیل گاز به انرژی مصرفی در ابعاد کوچک می‌باشند.
همچنین در همین سال Delta-ee گزارش داد که سیستم‌های میکروترکیبی مجهز به سلول‌های سوختی با اختصاص دادن ۶۴ درصد گل فروش به خود، با پشت سر گذاشتن سیستم‌های میکروترکیبی موتورمحور، بیشترین میزان فروش سیستم‌های میکروترکیبی را به خود اختصاص دادند.

## تکنولوژی‌های به کار رفته
سیستم‌های میکروترکیبی گرما-توان، بر اساس چندین تکنولوژی پایه‌گذاری شده‌اند که به شرح زیرند:
سلول سوختی
موتور احتراق داخلی
موتور استرلینگ
موتور بخار (که از آب یا سایر مواد ارگانیک نظیر خنک‌کننده‌ها استفاده می‌کند)
میکروتوربین‌ها

### انواع مختلف سوخت و موتور
اکثر سیستم‌های تولید توأم از گاز طبیعی به عنوان سوخت استفاده می‌کنند. چون گاز طبیعی علاوه بر این که آسان و پاک می‌سوزد، ارزان قیمت بوده و در اکثر مناطق دنیا قابل دسترسی است. همچنین گاز طبیعی به آسانی توسط سیستم‌های لوله‌کشی که در اکثر منازل وجود دارد قابل انتقال است. گاز طبیعی برای استفاده در موتورهای اتو و توربین‌های گازی انتخاب مناسبی به‌شمار می‌رود. توربین‌های گازی به سبب بازدهی بالا، اندازه کوچک، احتراق پاک، استحکام و هزینه پایین نگهداری گزینه مناسبی برای استفاده در بسیاری ساختمان‌های کوچک به‌شمار می‌روند. توربین‌های گازی که با استفاده از فویل بلبرینگ‌ها و خنک‌کنندگی هوا طراحی شده باشند، بدون نیاز به روغنکاری یا سیستم حنک‌کنندگی کار می‌کنند. زباله‌های حرارتی توربین‌های گازی بیشتر در بخش تخلیه آن قرار دارند؛ در حالیکه در سیستم‌های احتراق داخلی چرخشی، زباله‌های حرارتی بین خروجی و سیستم خنک‌کنندگی تقسیم می‌شوند.
آینده تکنولوژی ترکیبی گرما و توان خصوصاً برای استفاده در ابعاد کوچک نظیر منازل مسکونی همچنان در گرو قیمت جامل‌های انرژی خواهد بود. در صورتی‌که افزایش قیمت سوخت همچنان بخواهد ادامه داشته باشد، مسلماً استفاده از روش‌هایی نظیر سیستم‌های ترکیبی و میکروترکیبی که به ذخیره کردن هرجه بیشتر انرژی بینجامند، بیشتر مورد توجه قرار خواهند گرفت.

### سوخت‌ها
برای استفاده در سیستم‌های میکروترکیبی، چندین نوع سوخت مختلف در نظر گرفته می‌شود که با توجه به فاکتورهایی نظیر هزینه، تأثیرات زیست‌محیطی، سهولت جابجایی و نگهداری و عمر سیستم ممکن است هرکدام انتخاب شوند. برخی از این سوخت‌های مورد استفاده عبارتند از: Biomass، LPG، روغن گیاهی، انرژی خورشیدی، گاز طبیعی و اخیراً هیدروژن. با توجه به خطرناک بودن انرژی هسته‌ای و ریسک بروز حوادث ناشی از تشعشعات اتمی، معمولاً از انرژی هسته‌ای در سیستم‌های میکروترکیبی استفاده نمی‌شود) همچنین سوخت‌هایی که به تولید حداقل آلاینده‌ها و دی‌اکسید کربن منجر می‌شوند، عبارتند از: انرژی خورشیدی، هیدروژن، زیست توده و گاز طبیعی

### موتورها
موتورهای احتراق خارجی، می‌توانند در دمای بالایی به فعالیت بپردازند. برخی از انواع این موتورها عبارتند از موتور استرلینگ، توربورشارژر گاز داغ و موتور بخار که همگی دارای بازدهی در حدود ۱۰ تا ۲۰ درصد هستند.
نمونه دیگری از موتورهای قابل استفاده، سیکل رانکین ارگانیک است که توانایی کار کردن در دما و فشار پایین‌تری را دارد.

### سلول‌های سوختی سیکل‌های میکروترکیبی
سلول‌های سوختی الکتریسیته و گرما را به عنوان محصولات خروجی خود می‌بینند. مزیت استفاده از سلول سوختی ثابت به جای سیستم ترکیبی استرلینگ، ثابت بودن بخش‌های موتور و در نتیجه خرابی کمتر و هزینه پایین‌تر نگهداری است. ضمن اینکه الکتریسیته تولیدی مازاد را می‌توان به راحتی به شبکه برگرداند.
سلول‌های سوختی  PEMFC  که توسط گاز طبیعی یا پروپان تغذیه می‌شوند، از نوعی اصلاح‌کننده بخار استفاده می‌کند که متان را به دی‌اکسید کربن و هیدروژن تجزیه می‌کند. این هیدروژن سپس طی واکنش با اکسیژن تولید الکتریسیته می‌کند.
لازم است ذکر شود که ۸۵٪ از سیستم‌های ترکیبی از سوخت‌های PEMFC بهره می‌بند در حالیکه مابقی، سیستم‌های SOFC هستند.
در سال ۲۰۱۳، عمر مفید حدود ۶۰٫۰۰۰ ساعت برای سیستم‌های PEM در نظر گرفته شد. این رقم معادل ۱۰ تا ۱۵ سال می‌باشد.
جدول زیر که توسط دپارتمان انرژی ایالات متحده آمریکا تدوین شده‌است، اهداف تکنیکی سیستم ترکیبی گرما-توان با سقف تولید ۱۰ کیلووات که برای مصارف خانگی به کار می‌رود را نشان داده است:
| مشخصه                                   | وضعیت در سال ۲۰۰۸ | ۲۰۱۲        | ۲۰۱۵        | ۲۰۲۰        |
| --------------------------------------- | ----------------- | ----------- | ----------- | ----------- |
| بازده الکتریکی در قدرت تعیین شده        | ۳۴٪               | ۴۰٪         | ۴۲٫۵٪       | ۴۵٪         |
| بازده انرژی سیستم میکروترکیبی           | ۸۰٪               | ۸۵٪         | ۸۷٫۵٪       | ۹۰٪         |
| هزینه تولید انرژی                       | $750/kW           | $650/kW     | $550/kW     | $450/kW     |
| پاسخ گذرا (۱۰٪–۹۰٪ توان تعیین شده)      | ۵ دقیقه           | ۴ دقیقه     | ۳ دقیقه     | ۲ دقیقه     |
| زمان شروع به کار از دمای محیط ۲۰درجه ۲۰ | ۶۰ دقیقه          | ۴۵ دقیقه    | ۳۰ دقیقه    | ۲۰ دقیقه    |
| افت ساختار با چرخه                      | <2%/1000 h        | 0.7%/1000 h | 0.5%/1000 h | 0.3%/1000 h |
| طول عمر                                 | ۶٬۰۰۰ ساعت        | ۳۰٬۰۰۰ ساعت | ۴۰٬۰۰۰ ساعت | ۶۰٬۰۰۰ ساعت |
| در دسترس بودن سیستم                     | ۹۷٪               | ۹۷٫۵٪       | ۹۸٪         | ۹۹٪         |

### مواد ترموالکتریک
ژنراتورهای ترموالکتریک که سازوکارشان بر اثر سی بِک استوار است نیز به سبب نبود هرگونه بخش چرخان، توجه زیادی را در سال‌های اخیر به خود اختصاص داده‌اند. هرچند پایین بودن بازده، نگرانی اصلی در خصوص این سیستم هاست؛ چراکه در حال حاضر هیچ سیستم مبتنی بر ترموالکتریک‌ها حتی با اختلاف دمای بسیار زیاد هم قادر به دسترسی به بازده بیشتر از ۵ درصد نبوده‌اند.

### سیستم‌های ترکیبی مبتنی برانرژی خورشیدی
کالکتورهای خورشیدی هیبریدی حرارتی فوتوولتایی و سیستم‌های متمرکز فوتوولتایی و حرارتی(CPVT) از گزینه‌های قابل استفاده در سیستم‌های ترکیبی مبتنی بر انرژی خورشیدی هستند که به تولید هم‌زمان الکتریسیته و گرما می‌پردازد.
در حال حاضر سیستم‌های CPVT در اروپا رد حال تولید هستند. به عوان مثال Zenith Solar در حال ساخت سیستم‌هایی است که مدعیست بازدهی ۷۲ درصدی دارند.
همچنین Sopogy مدعی تولید سیستمی میکروترکیبی متمرکزی مبتنی بر انرژی خورشیدی شده‌است که بر اساس سازوکار Parabolic Trough ساخته شده‌است که می‌تواند در بالای ساختمان‌ها نصب شود و انرژی اتلافی را برای گرم کردن آب استفاده کند.

#### سیستم‌های تلفیقی میکرو ترکیبی و فوتوولتایی
پیشرفت‌های اخیر حاصل شده در توسعه سیستم‌های ترکیبی توان-گرما امکان تلفیق سیستم‌های میکروترکیبی و فوتوولتایی را داده است. نتایج یکی از مطالعات اخیر نشان داده است که استفاده از سیستم‌های هیبریدی CHP+PV علاوه بر اینکه اتلاف انرژی را به شدت کاهش می‌دهد، سهم انرژی خورشیدی در تولید انرژی را تا ۵ برابر افزایش می‌دهد. در برخی مناطق برای کاهش تولید زباله‌های حرارتی، از چیلرهای جذبی بهره برده می‌شود که اتلاف انرژی را بیش از پیش کاهش می‌دهند.

## تولید و بازفروش
بخش عمده‌ای از محبوبیت سیستم عای میکرو ترکیبی به سبب وجود سیستم «تولید و بازفروش» یا مترینگ خالص است که به واسطه آن، الکتریسیته مازاد تولیدی توسط سیستم میکروترکیبی می‌تواند مجدداً به نهادهای تأسیساتی برق فروخته شود. از دید اتلاف انرژی، با توجه به اینکه تنها اتلاف انرژی موجود در این سازوکار به اتلاف انرژی‌های مربوط به انتقال الکتریسیته از مبدأ به مصرف‌کننده است، روش «تولید و بازفروش» بسیار مقرون به صرفه تر می‌باشد.
از دیگر محاسن استفاده از «تولید و بازفروش» ساده بودن راه‌اندازی و استفاده می‌باشد؛ چراکه کنتور برق توانایی ثبت میزان توان الکتریکی ورودی و خروجی سیستم را دارد. به همین جهت می‌توان میزان توان خالص الکتریکی ورودی به ساختمان را به سادگی محاسبه کرد. برای منازل و ساختمان‌هایی که در آن‌ها تعداد ساکنین نسبتاً کم باشد، عملاً نیازی به ایجاد تغییرات خاصی در کنتور نیست.
البته هرچند فرایند «تولید و بازفروش» محاسن بسیاری دارد، اما دارای نقاط ضعفی نیز می‌باشد. به عنوان مثال توجه به این نکته ضروری است که منبع اصلی تولید برق مصرفی در واحدهای مسکونی یک ژنراتور فوق‌العاده بزرگ است. در این شرایط برخی معتقدند وجود سیستم تولید و بازفروش به دلیل ایجاد اتلافات انرژی در انتقال سیستم باعث هدر رفته انرژی الکتریکی می‌شود. البته این اثرات اتلافی در شرایطی که میزات برق تولیدی سیستم میکروترکیبی خیلی بیشتر از میزان برق مورد نیاز نباشد، آنچنان تأثیرگذار نیست، اما در صورتی که این اختلاف زیاد شود، تأثیرات اتلافی مکانیزم تولید و بازفروش هم بیشتر به چشم خواهند آمد.

## تحقیقات و پژوهش‌های وابسته
هم اکنون تحقیقات و پژوهش‌هایی در هلند در حال انجام است که طی آن‌ها در بازه‌ای سه ساله، به سیستم‌های معمولی توزیع گاز طبیعی، ۲۰٪ هیدروژن افزوده شد و اثر آن‌ها در اجاق گازهای آشپزخانه و دیگ‌های بخار میکروترکیبی مورد بررسی قرار گرفت.
همچنین عملکرد ۸۷ دستگاه مجهز به موتور استرلینگ و موتورهای احتراق داخلی تحت اثر یک شتابدهنده میکروترکیبی در انگلستان مورد بررسی قرار گرفت. نتایج این مطالعات نشانگر ۹٪ صرفه جویی مصرف کربن در منازل با نیاز گرمایی ۵۴ گیگاژول بر سال بودند.
همچنین مقاله‌ای چاپ شده توسط انجمن مهندسان مکانیک آمریکا به بررسی دو سیستم مشابه میکروترکیبی و تفاوت عملکرد آن‌ها پرداخت. اولین سیستم، یک سیستم ترکیبی بود که با زغال سنگ تغذیه می‌شد و بر اساس سیکل رانکین عمل می‌کرد. این سیستم از سال۱۹۷۹ شروع به فعالیت کرد و برای مدت دو سال با یک توربین بخار کار کرد. پس از این مدت با جایگزین کردن یک منبسط‌کننده جریان یکنواخت چرخنده دو سال دیگر هم به فعالیت ادامه داد. این سیستم با ثبت تنها چهار مورد خرابی تحت دو سال عملکرد مطمین و قابل قبولی را از خود ارائه داد.
سیستم دوم نیز یک سیستم دیزلی میکروترکیبی بود که از سال ۱۹۸۷ شروع به کار نموده و پس از هفت دوره فعالیت تا سال ۱۹۹۵ به فعالیت خود ادامه داد. بازده این سیستم در حدود ۹۰٪ اعلام شد. ضمن اینکه نتایج بررسی، اثرات خوردگی ماشین ابزار و هزینه تعمیرات و نگهداری بسیار کمی را برای این سیستم گزارش نمودند.